# Romania ai IX Giochi olimpici invernali
La Romania partecipò ai IX Giochi olimpici invernali, svoltisi a Innsbruck, Austria, dal 29 gennaio al 9 febbraio 1964, con una delegazione di 27 atleti impegnati in quattro discipline.